# Hockey Club Asiago 2003-2004
Questa pagina contiene i dati relativi alla stagione hockeystica 2003-2004 della società di hockey su ghiaccio HC Asiago.

## Piazzamento
- Campionato: 2° in serie A1 (perde la finale scudetto col Milano).
- Coppe europee: Eliminato nel girone semifinale di Continental Cup.
- Vince la Supercoppa Italiana (1º titolo).
- Semifinalista di Coppa Italia.

## Roster

### Portieri
- François Gravel
- Nicola Lobbia

### Difensori
- Fabio Armani
- Luigi Da Corte
- Giovanni Marchettii
- Michele Strazzabosco
- Jeff Ricciardi
- Florian Ramoser
- Valentino Vellar

### Attaccanti
- Jason Cirone
- Luca Rigoni
- Maurizio Bortolussi
- Giorgio De Bettin
- Marko Kuikka
- Vitalijs Galuzo
- Vadim Romanovskis
- Anthony Tuzzolino
- Giulio Scandella
- Claudio Mantese
- Lucio Topatigh
- Riccardo Mosele
- Stefano Frigo
- Andrea Rodeghiero
- Luca Roffo
- Mathieu Descoteaux
- Michael Corradin
- Gianluca Schivo
- Fabio Rigoni
- Paolo Basso

### Allenatore
- Paulin Bordeleau